# Мануель Геролін
Мануель Геролін (італ. Manuel Gerolin, нар. 9 лютого 1961, Венеція) — італійський футболіст, що грав на позиції півзахисника. По завершенні ігрової кар'єри — спортивний функціонер.
Виступав, зокрема, за клуби «Удінезе» та «Рома».
Дворазовий володар Кубка Італії.

## Ігрова кар'єра
У дорослому футболі дебютував 1976 року виступами за команду клубу «Конельяно», в якій провів чотири сезони, взявши участь у 36 матчах чемпіонату.
Своєю грою за цю команду привернув увагу представників тренерського штабу клубу «Удінезе», до складу якого приєднався 1980 року. Відіграв за команду з Удіне наступні п'ять сезонів своєї ігрової кар'єри. Більшість часу, проведеного у складі «Удінезе», був основним гравцем команди.
1985 року уклав контракт з клубом «Рома», у складі якого провів наступні шість років своєї кар'єри гравця. Граючи у складі «Роми» також здебільшого виходив на поле в основному складі команди. За цей час двічі виборював титул володаря Кубка Італії.
Завершив ігрову кар'єру у клубі «Болонья», за команду якого виступав протягом 1991—1993 років.

## Досягнення
- Володар Кубка Італії:

«Рома»: 1985–1986, 1990–1991